# 格倫阿伯 (密歇根州)
格倫阿伯（英語：Glen Arbor）是位於美國密歇根州利勒諾縣格倫阿伯鎮區的一個普查規定居民點。

## 人口
根據2020年美國人口普查的數據，格倫阿伯的面積為2.71平方千米，當中陸地面積為2.66平方千米，而水域面積為0.04平方千米。當地共有人口261人，而人口密度為每平方千米96.31人。